# Katalin Tuschák
Katalin Tuschák (Budapest, 13 giugno 1959) è un'ex schermitrice ungherese, vincitrice di una medaglia di bronzo nella scherma ai giochi olimpici.